# Jalá (Talmud)
Tratatul Jalá (în ebraică חלה, ceea ce semnifică literalmente „Pâine”), deși în sensul biblic face referință la „ofranda aluatului”, e al noulea tratat din ordinul Zeraim ("Semințe") de la Mishná și Talmud, care este despre cele 24 ofrende preoțești menționate în Tanaj.
În timpul perioadei Templul Evreu, ofrenda de Jalá era separată de pâine făcut din oricare dintre cele cinci specii de boabe (grâu, orz, speltă, fulgi de ovăz și secară), și era dată unui preot care provenea din linie genealogică de Aarón (un Preot). 
În prezent, de când preoții (cohanim) nu sânt curați spiritual, „porția mesei” se separă și se arde într-un cuptor, sau se folosește pentru alimentarea Păsărilor în unele comunități evreiești. 
Înainte ca Jalá să fie înlăturată, se spune o rugăciune (rugăciune): Baruj atá adonai eloheinu melej haolam asher kideshanu bemitzvotav vetzivanu lehafrish jalá.
Cantitatea separată provine doar din produsele pâine preparate cu cel puțin 1,2 kilograme de făină sau mai mult (aceasta se face fără binecuvântare), sau cu 1,666 kilograme sau mai mult (aceasta se face cu binecuvântare, conform unor autorități), sau cu 2,25 kilograme sau mai mult (aceasta se face cu binecuvântare), iar masa separată trebuie să aibă mărimea unei măsline mari. Dacă se folosește mai puțină cantitate de făină decât cea necesară, unele mase pot fi separate fără a se rosti binecuvântarea, în timp ce altele nu. Dacă separarea nu se face în timpul gătirii, se poate face ulterior, fără a se rosti rugăciune.